# الملاك (الإسماعيلية)
الملاك إحدى قرى مركز التل الكبير التابع لمحافظة الإسماعيلية بجمهورية مصر العربية.